# 6 Hours of Spa-Francorchamps 2022

Tor Circuit de Spa-Francorchamps

6 Hours of Spa-Francorchamps 2022 (TotalEnergies 6 Hours of Spa-Francorchamps 2022) – długodystansowy wyścig samochodowy, który odbył się 7 maja 2022 roku. Był on drugą rundą sezonu 2022 serii FIA World Endurance Championship.

## Harmonogram
| Dzień            | Godzina | Sesja                             | Długość  |
| ---------------- | ------- | --------------------------------- | -------- |
| Czwartek, 5 maja | 15:30   | Pierwsza sesja treningowa         | 90 minut |
| Piątek, 6 maja   | 9:05    | Druga sesja treningowa            | 90 minut |
| Piątek, 6 maja   | 14:00   | Trzecia sesja treningowa          | 60 minut |
| Piątek, 6 maja   | 18:20   | Kwalifikacje LMGTE Pro i LMGTE Am | 10 minut |
| Piątek, 6 maja   | 18:40   | Kwalifikacje Hypercar i LMP2      | 10 minut |
| Sobota, 7 maja   | 13:00   | Wyścig                            | 6 godzin |
| Źródło           |         |                                   |          |

## Sesje treningowe
| Klasa          | Zespół                  | Samochód            | Czas           | Okr.           |
| Sesja pierwsza | Sesja pierwsza          | Sesja pierwsza      | Sesja pierwsza | Sesja pierwsza |
| -------------- | ----------------------- | ------------------- | -------------- | -------------- |
| Hypercar       | #708 Glickenhaus Racing | Glickenhaus 007 LMH | 2:06,233       | 31             |
| LMP2           | #31 WRT                 | Oreca 07            | 2:05,475       | 35             |
| LMGTE Pro      | #92 Porsche GT Team     | Porsche 911 RSR-19  | 2:14,583       | 30             |
| LMGTE Am       | #46 Team Project 1      | Porsche 911 RSR-19  | 2:15,982       | 21             |
| Sesja druga    |                         |                     |                |                |
| Hypercar       | #708 Glickenhaus Racing | Glickenhaus 007 LMH | 2:04,464       | 31             |
| LMP2           | #5 Team Penske          | Oreca 07            | 2:04,443       | 31             |
| LMGTE Pro      | #92 Porsche GT Team     | Porsche 911 RSR-19  | 2:14,366       | 34             |
| LMGTE Am       | #46 Team Project 1      | Porsche 911 RSR-19  | 2:15,604       | 33             |
| Sesja trzecia  |                         |                     |                |                |
| Hypercar       | #7 Toyota Gazoo Racing  | Toyota GR010 Hybrid | 2:03,225       | 24             |
| LMP2           | #9 Prema Orlen Team     | Oreca 07            | 2:04,254       | 22             |
| LMGTE Pro      | #92 Porsche GT Team     | Porsche 911 RSR-19  | 2:13,102       | 21             |
| LMGTE Am       | #46 Team Project 1      | Porsche 911 RSR-19  | 2:15,351       | 23             |

## Kwalifikacje
Pole position w każdej kategorii oznaczone jest pogrubieniem.
| Poz.    | Klasa     | Zespół                        | Kierowca              | Czas     | Strata   | Poz. s. |
| ------- | --------- | ----------------------------- | --------------------- | -------- | -------- | ------- |
| 1       | Hypercar  | #708 Glickenhaus Racing       | Olivier Pla           | 2:02,771 | —        | 1       |
| 2       | Hypercar  | #36 Alpine Elf Team           | Matthieu Vaxiviere    | 2:02,999 | +0,228s  | 2       |
| 3       | Hypercar  | #7 Toyota Gazoo Racing        | Kamui Kobayashi       | 2:03,087 | +0,316s  | 3       |
| 4       | Hypercar  | #8 Toyota Gazoo Racing        | Brendon Hartley       | 2:03,137 | +0,366s  | 4       |
| 5       | LMP2      | #83 AF Corse                  | Alessio Rovera        | 2:04,246 | +1,475s  | 5       |
| 6       | LMP2      | #31 WRT                       | Robin Frijns          | 2:04,290 | +1,519s  | 6       |
| 7       | LMP2      | #22 United Autosports USA     | Filipe Albuquerque    | 2:04,451 | +1,680s  | 7       |
| 8       | LMP2      | #9 Prema Orlen Team           | Louis Delétraz        | 2:04,548 | +1,777s  | 8       |
| 9       | LMP2      | #41 RealTeam by WRT           | Norman Nato           | 2:04,640 | +1,869s  | 9       |
| 10      | LMP2      | #38 Jota                      | Will Stevens          | 2:04,692 | +1,921s  | 10      |
| 11      | LMP2      | #28 Jota                      | Jonathan Aberdein     | 2:04,717 | +1,946s  | 11      |
| 12      | LMP2      | #5 Team Penske                | Felipe Nasr           | 2:04,887 | +2,116s  | 12      |
| 13      | LMP2      | #10 Vector Sport              | Nico Müller           | 2:04,985 | +2,214s  | 13      |
| 14      | LMP2      | #1 Richard Mille Racing       | Charles Milesi        | 2:05,148 | +2,377s  | 14      |
| 15      | LMP2      | #45 Algarve Pro Racing        | René Binder           | 2:05,370 | +2,599s  | 15      |
| 16      | LMP2      | #34 Inter Europol Competition | Esteban Gutiérrez     | 2:05,383 | +2,612s  | 16      |
| 17      | LMP2      | #35 Ultimate                  | Matthieu Lahaye       | 2:05,843 | +3,072s  | 17      |
| 18      | LMP2      | #23 United Autosports USA     | Oliver Jarvis         | 2:05,849 | +3,078s  | 18      |
| 19      | LMP2      | #44 ARC Bratislava            | Tijmen van der Helm   | 2:06,667 | +3,896s  | 19      |
| 20      | LMGTE Pro | #91 Porsche GT Team           | Gianmaria Bruni       | 2:14,301 | +11,530s | 20      |
| 21      | LMGTE Pro | #92 Porsche GT Team           | Michael Christensen   | 2:14,481 | +11,710s | 21      |
| 22      | LMGTE Pro | #64 Corvette Racing           | Nick Tandy            | 2:14,606 | +11,835s | 22      |
| 23      | LMGTE Pro | #51 AF Corse                  | Alessandro Pier Guidi | 2:15,102 | +12,331s | 23      |
| 24      | LMGTE Pro | #52 AF Corse                  | Miguel Molina         | 2:15,443 | +12,672s | 24      |
| 25      | LMGTE Am  | #33 TF Sport                  | Ben Keating           | 2:17,408 | +14,637s | 25      |
| 26      | LMGTE Am  | #98 NorthWest AMR             | Paul Dalla Lana       | 2:18,912 | +16,141s | 26      |
| 27      | LMGTE Am  | #56 Team Project 1            | Brendan Iribe         | 2:19,700 | +16,929s | 27      |
| 28      | LMGTE Am  | #85 Iron Dames                | Christina Nielsen     | 2:20,789 | +18,018s | 28      |
| 29      | LMGTE Am  | #46 Team Project 1            | Nicolas Leutwiler     | 2:20,937 | +18,166s | 29      |
| 30      | LMGTE Am  | #77 Dempsey-Proton Racing     | Christian Ried        | 2:21,027 | +18,256s | 30      |
| 31      | LMGTE Am  | #777 D'Station Racing         | Satoshi Hoshino       | 2:21,168 | +18,397s | 31      |
| 32      | LMGTE Am  | #54 AF Corse                  | Thomas Flohr          | 2:21,787 | +19,016s | 32      |
| 33      | LMGTE Am  | #88 Dempsey-Proton Racing     | Fred Poordad          | 2:22,622 | +19,851s | 33      |
| 34      | LMGTE Am  | #60 Iron Lynx                 | Claudio Schiavoni     | 2:23,856 | +21,085s | 34      |
| 35      | LMGTE Am  | #71 Spirit of Race            | Franck Dezoteux       | 2:23,963 | +21,192s | 35      |
| 36      | LMGTE Am  | #86 GR Racing                 | Michael Wainwright    | 2:24,384 | +21,613s | 36      |
| 37      | LMGTE Am  | #21 AF Corse                  | —                     | —        | —        | 37      |
| Źródła: |           |                               |                       |          |          |         |

## Wyścig
Wyścig trzykrotnie został przerwany czerwonymi flagami. Za pierwszym razem po wypadku Miroslava Konôpki z #44 ARC Bratislava. Druga czerwona flaga została wywieszona z powodu ulewy. Trzeci raz czerwona flaga została wywieszona z powodu wypadku Alexa Brundle'a z #34 Inter Europol Competition.

### Wyniki
Minimum do bycia sklasyfikowanym (70 procent dystansu pokonanego przez zwycięzców wyścigu) wyniosło 73 okrążenia. Zwycięzcy klas są oznaczeni pogrubieniem.
| Poz.              | Klasa         | Zespół                        | Kierowcy                                               | Samochód                 | Opony | Okr. | Czas/Strata  |
| ----------------- | ------------- | ----------------------------- | ------------------------------------------------------ | ------------------------ | ----- | ---- | ------------ |
| 1                 | Hypercar      | #7 Toyota Gazoo Racing        | Mike Conway Kamui Kobayashi José María López           | Toyota GR010 Hybrid      | M     | 103  | 6:00:31,052  |
| 2                 | Hypercar      | #36 Alpine Elf Team           | Nicolas Lapierre André Negrão Matthieu Vaxivière       | Alpine A480              | M     | 103  | +27,473      |
| 3                 | LMP2          | #31 WRT                       | Robin Frijns Sean Gelael René Rast                     | Oreca 07                 | G     | 103  | +1:06,185    |
| 4                 | LMP2          | #41 RealTeam by WRT           | Rui Andrade Ferdinand Habsburg Norman Nato             | Oreca 07                 | G     | 103  | +1:40,676    |
| 5                 | LMP2          | #38 Jota                      | António Félix da Costa Roberto González Will Stevens   | Oreca 07                 | G     | 103  | +1:48,571    |
| 6                 | LMP2          | #5 Team Penske                | Dane Cameron Emmanuel Collard Felipe Nasr              | Oreca 07                 | G     | 103  | +1:57,610    |
| 7                 | LMP2          | #22 United Autosports USA     | Filipe Albuquerque Philip Hanson Will Owen             | Oreca 07                 | G     | 103  | +1:57,901    |
| 8                 | LMP2          | #23 United Autosports USA     | Oliver Jarvis Josh Pierson Alex Lynn                   | Oreca 07                 | G     | 102  | +1 okrążenie |
| 9                 | Hypercar      | #708 Glickenhaus Racing       | Romain Dumas Olivier Pla Pipo Derani                   | Glickenhaus 007 LMH      | M     | 102  | +1 okrążenie |
| 10                | LMP2          | #9 Prema Orlen Team           | Lorenzo Colombo Louis Delétraz Robert Kubica           | Oreca 07                 | G     | 102  | +1 okrążenie |
| 11                | LMGTE Pro     | #51 AF Corse                  | James Calado Alessandro Pier Guidi                     | Ferrari 488 GTE Evo      | M     | 102  | +1 okrążenie |
| 12                | LMGTE Pro     | #92 Porsche GT Team           | Michael Christensen Kévin Estre                        | Porsche 911 RSR-19       | M     | 102  | +1 okrążenie |
| 13                | LMGTE Pro     | #52 AF Corse                  | Antonio Fuoco Miguel Molina                            | Ferrari 488 GTE Evo      | M     | 102  | +1 okrążenie |
| 14                | LMP2          | #1 Richard Mille Racing Team  | Charles Milesi Sébastien Ogier Lilou Wadoux            | Oreca 07                 | G     | 101  | +2 okrążenia |
| 15                | LMP2 (Pro-Am) | #83 AF Corse                  | Nicklas Nielsen François Perrodo Alessio Rovera        | Oreca 07                 | G     | 101  | +2 okrążenia |
| 16                | LMP2          | #10 Vector Sport              | Ryan Cullen Nico Müller Sébastien Bourdais             | Oreca 07                 | G     | 101  | +2 okrążenia |
| 17                | LMP2 (Pro-Am) | #45 Algarve Pro Racing        | James Allen René Binder Steven Thomas                  | Oreca 07                 | G     | 101  | +2 okrążenia |
| 18                | LMGTE Pro     | #64 Corvette Racing           | Tommy Milner Nick Tandy                                | Chevrolet Corvette C8.R  | M     | 101  | +2 okrążenia |
| 19                | LMP2 (Pro-Am) | #35 Ultimate                  | François Heriau Jean-Baptiste Lahaye Matthieu Lahaye   | Oreca 07                 | G     | 100  | +3 okrążenia |
| 20                | LMGTE Pro     | #91 Porsche GT Team           | Gianmaria Bruni Richard Lietz                          | Porsche 911 RSR-19       | M     | 100  | +3 okrążenia |
| 21                | LMGTE Am      | #77 Dempsey-Proton Racing     | Sebastian Priaulx Christian Ried Harry Tincknell       | Porsche 911 RSR-19       | M     | 99   | +4 okrążenia |
| 22                | LMGTE Am      | #33 TF Sport                  | Ben Keating Marco Sørensen Henrique Chaves             | Aston Martin Vantage AMR | M     | 99   | +4 okrążenia |
| 23                | LMGTE Am      | #98 NorthWest AMR             | Paul Dalla Lana Nicki Thiim David Pittard              | Aston Martin Vantage AMR | M     | 99   | +4 okrążenia |
| 24                | LMGTE Am      | #54 AF Corse                  | Nick Cassidy Francesco Castellacci Thomas Flohr        | Ferrari 488 GTE Evo      | M     | 99   | +4 okrążenia |
| 25                | LMGTE Am      | #46 Team Project 1            | Matteo Cairoli Nicolas Leutwiler Mikkel O. Pedersen    | Porsche 911 RSR-19       | M     | 99   | +4 okrążenia |
| 26                | LMGTE Am      | #86 GR Racing                 | Ben Barker Riccardo Pera Michael Wainwright            | Porsche 911 RSR-19       | M     | 98   | +5 okrążeń   |
| 27                | LMGTE Am      | #777 D'Station Racing         | Charlie Fagg Tomonobu Fujii Satoshi Hoshino            | Aston Martin Vantage AMR | M     | 97   | +6 okrążeń   |
| 28                | LMGTE Am      | #60 Iron Lynx                 | Matteo Cressoni Giancarlo Fisichella Claudio Schiavoni | Ferrari 488 GTE Evo      | M     | 97   | +6 okrążeń   |
| 29                | LMGTE Am      | #88 Dempsey-Proton Racing     | Patrick Lindsey Fred Poordad Jan Heylen                | Porsche 911 RSR-19       | M     | 96   | +7 okrążeń   |
| 30                | LMGTE Am      | #85 Iron Dames                | Christina Nielsen Rahel Frey Doriane Pin               | Ferrari 488 GTE Evo      | M     | 96   | +7 okrążeń   |
| 31                | LMGTE Am      | #21 AF Corse                  | Simon Mann Christoph Ulrich Toni Vilander              | Ferrari 488 GTE Evo      | M     | 94   | +9 okrążeń   |
| 32                | LMGTE Am      | #71 Spirit of Race            | Gabriel Aubry Franck Dezoteux Pierre Ragues            | Ferrari 488 GTE Evo      | M     | 91   | +12 okrążeń  |
| Niesklasyfikowani |               |                               |                                                        |                          |       |      |              |
|                   | LMGTE Am      | #56 Team Project 1            | Ben Barnicoat Brendan Iribe Ollie Millroy              | Porsche 911 RSR-19       | M     | 93   |              |
|                   | LMP2          | #28 Jota                      | Jonathan Aberdein Edward Jones Oliver Rasmussen        | Oreca 07                 | G     | 82   |              |
|                   | LMP2          | #34 Inter Europol Competition | Esteban Gutiérrez Jakub Śmiechowski Alex Brundle       | Oreca 07                 | G     | 52   |              |
|                   | Hypercar      | #8 Toyota Gazoo Racing        | Sébastien Buemi Brendon Hartley Ryō Hirakawa           | Toyota GR010 Hybrid      | M     | 29   |              |
|                   | LMP2 (Pro-Am) | #44 ARC Bratislava            | Tijmen van der Helm Miroslav Konôpka Bent Viscaal      | Oreca 07                 | G     | 25   |              |
| Źródło:           |               |                               |                                                        |                          |       |      |              |

### Statystyki

#### Najszybsze okrążenie
| Klasa     | Kierowca               | Zespół                 | Czas     | Okr. |
| --------- | ---------------------- | ---------------------- | -------- | ---- |
| Hypercar  | Sébastien Buemi        | #8 Toyota Gazoo Racing | 2:05,298 | 5    |
| LMP2      | António Félix da Costa | #38 Jota               | 2:06,955 | 5    |
| LMGTE Pro | Gianmaria Bruni        | #91 Porsche GT Team    | 2:15,147 | 4    |
| LMGTE Am  | Ben Barker             | #86 GR Racing          | 2:17,160 | 88   |
| Źródło    |                        |                        |          |      |